# Ichthyophis glandulosus
Espèce
Statut de conservation UICN

 DD  : Données insuffisantes
Ichthyophis glandulosus est une espèce de gymnophiones de la famille des Ichthyophiidae.

## Répartition
Cette espèce est endémique des Philippines.  Elle se rencontre sur Basilan et a été observée une fois à Mindanao.

## Publication originale
- Taylor, 1923 : Additions to the herpetological fauna of the Philippine Islands, III. Philippine Journal of Science, vol. 22, p. 515-557 (texte intégral).